# Brusvily
Brusvily település Franciaországban, Côtes-d’Armor megyében. Lakosainak száma 1155 fő (2022. január 1.). Brusvily Bobital, Le Hinglé, Plumaudan, Trébédan, Trélivan, Trévron és Yvignac-la-Tour községekkel határos.

## Népesség
A település népességének változása:
| Lakosok száma | 658  | 711  | 794  | 952  | 1145 | 1183 | 1196 | 1176 | 1166 | 1155 |
|               | 1968 | 1982 | 1990 | 2006 | 2013 | 2015 | 2017 | 2019 | 2020 | 2022 |